# 徐恭
徐恭，江西永丰人，是一名明朝政治人物。
徐恭曾于洪武十三年（1380年）之后接替白寿任漳州府知府一职，由胡添锡接任。